# City of Winchester
Die City of Winchester ist ein Distrikt der Grafschaft Hampshire in England. Zu diesem Distrikt gehören die Stadt Winchester und die umliegenden Orte, u. a. Alresford, Badger Farm, Bishops Waltham, Denmead, Otterbourne, Twyford und Wickham.
Dieser Verwaltungsbezirk entstand am 1. April 1974, als die Stadt Winchester mit den Rural Districts Droxford und Winchester fusioniert wurde.
Koordinaten: 51° 4′ N, 1° 19′ W